# 大崎村 (愛知県)
大崎村（おおさきむら）は、愛知県渥美郡にあった村。現在の豊橋市の一部にあたる。

## 地理
梅田川の河口左岸に位置していた。
- 海洋：三河湾[2]

## 歴史
- 1889年（明治22年）10月1日、町村制の施行により、渥美郡大崎村が単独で村制施行し、大崎村が発足[1][2]。大字は編成せず[2]。
- 1891年（明治24年）牟呂村地先海面埋立地（神野新田）の74町を編入[2]。
- 1906年（明治39年）8月31日、渥美郡高師村、磯辺村、福岡村、野依村、植田村と合併し、高師村が存続して廃止された[1][2]。合併後、高師村大崎となる[2]。

## 産業
- 農業、漁業[2]